# Beat goes on (吉川晃司のアルバム)
『beat goes on』（ビート・ゴーズ・オン）は、日本のシンガーソングライターである吉川晃司の1作目のベスト・アルバム。
1988年4月21日にSMSレコードからリリースされた。6枚目のアルバム『GLAMOROUS JUMP』（1987年）よりおよそ5か月ぶりにリリースされた吉川初のベスト・アルバムであり、SMSレコード所属時代の全シングル曲が収録されている他、CTおよびCDにおいては『MODERN TIME』（1986年）以降の3枚からアルバム曲が選曲されている。
吉川曰く本作は渡辺プロダクションからの独立後に許可なくリリースされた作品であり、ジャケット写真が不満であると後年吉川は発言している。オリコンアルバムチャートにおいては第3位となった。

## 背景
1986年頃から吉川晃司はバラエティ番組への出演を拒否したいがために、渡辺プロダクションからの独立を社長である渡辺晋に直訴していた。同プロダクションは芸能事務所であるために音楽だけを生業とすることができない状態であったが、人前で笑うことが苦手であった吉川は「独立させてください」と頻繁に依頼していた。社長からは国際的に通用する映画を制作したいという願望を聞かされ、その映画出演後に吉川の独立が許可されることとなった。これにより、5枚目のアルバム『A-LA-BA・LA-M-BA』（1987年）のレコーディング中であったにも拘わらず映画撮影のため強引にイタリアに連れていかれた吉川であったが、事務所を退所する意向であったために最後の恩返しのつもりで撮影に応じることとなった。1987年6月13日には映画『シャタラー』（1987年）が公開されるも、撮影中に社長の渡辺が死去したために内容が大幅に変更され、吉川の出演シーンがほとんどなくストーリーも大きく異なる結果となったことから、吉川は「これは二度と見たくない（笑）。でもいい勉強にはなりましたけれど」と後にコメントしている。
その後6枚目のアルバム『GLAMOROUS JUMP』（1987年）の制作に取り掛かった吉川はスランプに陥っており、詞も曲も書けず苦難の時期を迎えていたと後年になって述べている。吉川は自ら音楽だけの道を選択したが、元々はミュージシャンという気質ではない要素を多く抱えていると自覚しており、役者やタレントの要素もある中で音楽に固執してきた結果を出す時期になっていたが、自身の中で全く手応えが感じられない状況になっていたと述べている。自身でハードルを高く設定しすぎたこともあり、至らない部分がすべて自身に跳ね返ってくることから「自分で自分をトンカチで叩いてるようなもんだよね」と例えた上で、自身が落ちていく感覚があったことから「じゃあ、もう落ちちゃおうって、ちょうどいいなと思って」と判断し事務所に退所することを伝えたと述べている。1988年2月3日には12枚目のシングル「プリティ・デイト」をリリース。結果として同作がSMSレコード所属時代最後のシングルとなった。

## リリース、チャート成績、構成
本作は1988年4月21日にSMSレコードからLPレコードおよびカセットテープ、CDの3形態でリリースされた。CDの初回プレス分はピクチャーレーベル仕様となっていた。LPレコードは全14曲となっており、「Rainy Lane」および「サイケデリックHIP」、「A-LA-BA・LA-M-BA」、「Little Darlin'」が収録されていない。本作はオリコンアルバムチャートにおいて最高位第3位の登場週数10回で売り上げ枚数は15.6万枚となった。
本作はSMSレコード所属時代の全シングルA面曲ならびにCTおよびCDにおいては『MODERN TIME』（1986年）、『A-LA-BA・LA-M-BA』（1987年）、『GLAMOROUS JUMP』（1987年）の3枚のオリジナル・アルバムからも選曲されている。しかし、シングル「ラ・ヴィアンローズ」（1984年）のB面曲「Miss You」は両A面シングルとして再リリースされたものの収録されなかった。また12枚目のシングル「プリティ・デイト」が唯一収録されているアルバムとなっていたが、後年リリースされたベスト・アルバム『SINGLES+』（2014年）において26年ぶりにアルバム収録された。
また複数のバージョンが存在する楽曲は以下のバージョンで収録されている。
- 「No No サーキュレーション」 - 2枚目のアルバム『LA VIE EN ROSE』（1984年）収録のオリジナル・バージョン。
- 「RAIN-DANCEがきこえる」 - 7インチレコードでリリースされたオリジナル・バージョン。
- 「サイケデリックHIP」 - 4枚目のアルバム『MODERN TIME』（1986年）収録のオリジナル・バージョン。
- 「MODERN TIME」 - 7インチレコードでリリースされたシングル・バージョン。

## アートワーク
吉川は本作に関して「（事務所を）やめちゃった途端にレコード出しちゃったっていうやつ」と述べており、ジャケット写真に不満があるとして「厭味としか思えないよね」と述べた他、「何を思ってその写真を入れたんだよ、ふざけんな、みたいなジャケット」と酷評している。また本作のジャケット写真は撮り下ろしたものではなく、過去の写真から勝手に選定されて使用されたものであるとも述べている。
吉川は当時所属していたSMSレコードが危機的状況にあったと述べており、レコードの余剰分を抱える余裕がないことからプレス枚数を抑えていたため、発注が来ているにも拘わらず常に品切れ状態が続いていたと述べている。当時旧ソビエト大使館付近に所在していたレコード会社は機能不全に陥っており、小柳ルミ子などの所属歌手が離脱したことを吉川は指摘している。

## 収録曲

### LP
| #         | タイトル                      | 作詞      | 作曲       | 編曲      | 時間  |
| --------- | ----------------------------- | --------- | ---------- | --------- | ----- |
| 1.        | 「モニカ」                    | 三浦徳子  | NOBODY     | 大村雅朗  | 3:38  |
| 2.        | 「サヨナラは八月のララバイ」  | 売野雅勇  | NOBODY     | 大村雅朗  | 3:45  |
| 3.        | 「ラ・ヴィアンローズ」        | 売野雅勇  | 大沢誉志幸 | 大村雅朗  | 4:12  |
| 4.        | 「No No サーキュレーション」  | 安藤秀樹  | 大沢誉志幸 | 大村雅朗  | 3:40  |
| 5.        | 「ユー・ガッタ・チャンス」    | 麻生圭子  | NOBODY     | 大村雅朗  | 3:47  |
| 6.        | 「にくまれそうなNEWフェイス」 | 安藤秀樹  | NOBODY     | 後藤次利  | 3:55  |
| 7.        | 「RAIN-DANCEがきこえる」      | 安藤秀樹  | 佐藤健     | 後藤次利  | 4:13  |
| 合計時間: | 合計時間:                     | 合計時間: | 合計時間:  | 合計時間: | 27:10 |

| #         | タイトル              | 作詞      | 作曲      | 編曲      | 時間  |
| --------- | --------------------- | --------- | --------- | --------- | ----- |
| 1.        | 「キャンドルの瞳」    | 安藤秀樹  | 原田真二  | 後藤次利  | 3:36  |
| 2.        | 「MODERN TIME」       | 吉川晃司  | 吉川晃司  | 後藤次利  | 3:50  |
| 3.        | 「すべてはこの夜に」  | 佐野元春  | 佐野元春  | 西平彰    | 3:19  |
| 4.        | 「MARILYNE」          | 吉川晃司  | 吉川晃司  | 松本晃彦  | 4:06  |
| 5.        | 「終わらないSun Set」 | 吉川晃司  | 吉川晃司  | 松本晃彦  | 4:23  |
| 6.        | 「HOT LIPS」          | 吉川晃司  | 吉川晃司  | 清水信之  | 4:15  |
| 7.        | 「プリティ・デイト」  | 吉川晃司  | 村松邦男  | 清水信之  | 3:32  |
| 合計時間: | 合計時間:             | 合計時間: | 合計時間: | 合計時間: | 27:01 |

### CT, CD
- CDブックレットに記載されたクレジットを参照[6]。

| #         | タイトル                      | 作詞                     | 作曲       | 編曲      | 時間  |
| --------- | ----------------------------- | ------------------------ | ---------- | --------- | ----- |
| 1.        | 「モニカ」                    | 三浦徳子                 | NOBODY     | 大村雅朗  | 3:38  |
| 2.        | 「サヨナラは八月のララバイ」  | 売野雅勇                 | NOBODY     | 大村雅朗  | 3:45  |
| 3.        | 「ラ・ヴィアンローズ」        | 売野雅勇                 | 大沢誉志幸 | 大村雅朗  | 4:12  |
| 4.        | 「No No サーキュレーション」  | 安藤秀樹                 | 大沢誉志幸 | 大村雅朗  | 3:40  |
| 5.        | 「ユー・ガッタ・チャンス」    | 麻生圭子                 | NOBODY     | 大村雅朗  | 3:47  |
| 6.        | 「Rainy Lane」                | さがらよしあき、麻生圭子 | 佐藤健     | 大村雅朗  | 4:27  |
| 7.        | 「にくまれそうなNEWフェイス」 | 安藤秀樹                 | NOBODY     | 後藤次利  | 3:55  |
| 8.        | 「RAIN-DANCEがきこえる」      | 安藤秀樹                 | 佐藤健     | 後藤次利  | 4:13  |
| 9.        | 「キャンドルの瞳」            | 安藤秀樹                 | 原田真二   | 後藤次利  | 3:36  |
| 合計時間: | 合計時間:                     | 合計時間:                | 合計時間:  | 合計時間: | 35:13 |

| #         | タイトル              | 作詞      | 作曲      | 編曲      | 時間  |
| --------- | --------------------- | --------- | --------- | --------- | ----- |
| 10.       | 「サイケデリックHIP」 | 吉川晃司  | 吉川晃司  | 後藤次利  | 3:10  |
| 11.       | 「MODERN TIME」       | 吉川晃司  | 吉川晃司  | 後藤次利  | 3:50  |
| 12.       | 「すべてはこの夜に」  | 佐野元春  | 佐野元春  | 西平彰    | 3:19  |
| 13.       | 「A-LA-BA・LA-M-BA」  | 吉川晃司  | 吉川晃司  | 松本晃彦  | 4:07  |
| 14.       | 「MARILYNE」          | 吉川晃司  | 吉川晃司  | 松本晃彦  | 4:06  |
| 15.       | 「終わらないSun Set」 | 吉川晃司  | 吉川晃司  | 松本晃彦  | 4:23  |
| 16.       | 「HOT LIPS」          | 吉川晃司  | 吉川晃司  | 清水信之  | 4:15  |
| 17.       | 「Little Darlin'」    | 吉川晃司  | 吉川晃司  | 清水信之  | 4:09  |
| 18.       | 「プリティ・デイト」  | 吉川晃司  | 村松邦男  | 清水信之  | 3:32  |
| 合計時間: | 合計時間:             | 合計時間: | 合計時間: | 合計時間: | 34:51 |

## チャート
| チャート         | 最高順位 | 登場週数 | 売上数   | 規格       | 出典  |
| ---------------- | -------- | -------- | -------- | ---------- | ----- |
| 日本（オリコン） | 5位      | 10回     | 1.8万枚  | LP         | [ 2 ] |
| 日本（オリコン） | 3位      | 10回     | 15.6万枚 | LP, CT, CD | [ 1 ] |

## リリース日一覧
| No. | リリース日    | レーベル    | 規格 | カタログ番号 | 備考                                 | 出典        |
| --- | ------------- | ----------- | ---- | ------------ | ------------------------------------ | ----------- |
| 1   | 1988年4月21日 | SMSレコード | LP   | SM28-5439    |                                      | [ 1 ]       |
| 2   | 1988年4月21日 | SMSレコード | CT   | CM32-5439    |                                      | [ 1 ]       |
| 3   | 1988年4月21日 | SMSレコード | CD   | MD35-5439    | 初回プレスのみピクチャーレーベル仕様 | [ 1 ] [ 7 ] |